# Vụ nổ súng vào Jacob Blake
Jacob S. Blake là một người đàn ông Mỹ gốc Phi 29 tuổi, đã bị trúng bốn trong bảy phát súng bắn vào lưng trong một cuộc bắt giữ bởi cảnh sát viên Rusten Sheskey. Vụ việc xảy ra ở Kenosha, Wisconsin, vào ngày 23 tháng 8 năm 2020, khi các nhân viên cảnh sát đang cố gắng bắt giữ Blake vì một vụ tranh chấp bạo lực gia đình. Trong cuộc chạm trán, các sĩ quan không thành công trong việc bắt giữ Blake bằng súng bắn điện và xô xát với anh ta. Blake bị một sĩ quan bắn nhiều phát khi anh ta mở cửa bên ghế lái chiếc SUV của mình và ngả vào trong xe. Ba người con trai của Blake đang ngồi ở hàng ghế sau của chiếc SUV.
Theo sau vụ nổ súng là các cuộc biểu tình, gây thiệt hại tài sản và đốt phá ở trung tâm thành phố Kenosha, và các cuộc đụng độ tiếp theo với cảnh sát chống bạo động. Tên của Blake đã được nhắc đến trong các cuộc biểu tình ở các thành phố khác như một phần của phong trào Black Lives Matter, vốn đã chứng kiến sự trỗi dậy sau các vụ giết người nghiêm trọng của cảnh sát vào năm 2020.
Trong một cuộc biểu tình vào ngày 25 tháng 8 năm 2020, một thiếu niên hâm mộ cảnh sát và Blue Lives Matter đã bắn vào 3 người biểu tình, giết chết 2 người.

## Vụ nổ súng
Cảnh sát Kenosha phản ứng cuộc gọi 9-1-1, trong đó người điều phối báo cáo rằng "một người khiếu nại nói rằng, Blake không được phép tới đó và anh ta đã lấy chìa khóa của người khiếu nại và từ chối trả lại họ". Theo lời kể của một nhân chứng, Blake đã tấp xe vào gần "sáu hay bảy phụ nữ hò hét nhau trên vỉa hè" và "Blake không nói gì với những người phụ nữ". Luật sư của Blake, Benjamin Crump, nói rằng Blake "đang cố gắng giải hòa cuộc tranh cãi giữa hai người khác khi các cảnh sát đến hiện trường",  và Blake đã cố gắng vào xe của anh ta để xem xét ba con trai của anh ta đang ngồi bên trong.
Các cảnh sát  cố gắng khuất phục Blake, và dùng một khẩu súng bắn điện bắn vào anh ta. Một người đứng ngoài quay video về vụ việc đã nghe thấy cảnh sát hét lên "bỏ dao xuống", và cũng nói, "Tôi không thấy bất kỳ vũ khí nào trong tay anh ta, anh ta không hề dùng bạo lực". Sau một cuộc ẩu đả ban đầu, Blake bỏ đi và đi về phía bên tay lái tại chiếc xe của anh ta, theo sau là Sheskey và một cảnh sát khác rút súng ra. Sheskey cố gắng tóm lấy Blake, và khi Blake mở cửa bên tay lái và ngả vào, Sheskey tóm lấy anh ta và bắn bảy phát vào lưng của Blake. Crump cho biết Blake đã bị trúng bốn trong bảy viên đạn. Tổng chưởng lý bang Wisconsin, Josh Kaul, nói trong một cuộc họp báo vào ngày 26 tháng 8 năm 2020 rằng một con dao đã được thu hồi trên sàn bên tay lái xe của Blake, và Blake đã thú nhận với các điều tra viên rằng anh ta có một con dao.
Blake được đưa đến Bệnh viện Froedtert ở Wauwatosa, Wisconsin. Ngày 25/8, cha anh thông báo Blake bị liệt từ thắt lưng trở xuống và các bác sĩ vẫn chưa biết liệu vết thương đó có vĩnh viễn hay không.

## Quy trình điều tra và pháp lý
Cảnh sát chuyển cuộc điều tra về vụ nổ súng sang cho bộ phận điều tra hình sự Wisconsin. Như là một phần của quá trình điều tra, kết quả sẽ được giao cho công tố viên Quận Michael D. Graveley, viên chức địa phương chịu trách nhiệm cho quyết định có cáo buộc chống lại các cảnh sát viên hay không. Graveley tuyên bố ngày 25 tháng tám, rằng cuộc điều tra đã ở trong "những giai đoạn đầu tiên". Ngày 25 tháng tám  Bộ Tư pháp Hoa Kỳ cũng tuyên bố mở một cuộc điều tra về vụ nổ súng. Việc điều tra sẽ xem xét liệu  quyền dân sự của Blake đã bị vi phạm.
Gia đình Blake thuê Crump, người cũng đại diện cho gia đình Trayvon Martin và Michael Brown trong vụ án dân sự của họ. Crump kêu gọi bắt giam viên cảnh sát nổ súng và sa thải những người khác liên quan, đồng thời nói rằng chỉ có  "phép màu" Blake mới có thể đi lại.
Vào ngày 26 tháng 8, tổng chưởng lý của Wisconsin, Josh Kaul, thông báo rằng, cảnh sát Kenosha Rusten Sheskey đã bắn Blake bảy phát vào lưng khi anh ta mở cửa xe của mình. Không có sĩ quan nào khác tại hiện trường bị sa thải, nhưng tất cả hiện đã được cho tạm nghỉ.

## Tình trạng bất ổn
Các cuộc biểu tình diễn ra sau đó, khiến chính quyền Quận Kenosha phải ban bố tình trạng khẩn cấp trong đêm 24/8 sau khi các xe cảnh sát bị phá hư hại, một xe ben bị phóng hỏa và tòa án địa phương bị phá hoại. Một đoạn video được đăng bởi một tờ báo địa phương cho thấy một cảnh sát bị đánh gục bằng gạch và hơi cay được triển khai. Cảnh sát kêu gọi các cơ sở kinh doanh 24 giờ xem xét đóng cửa vì có "rất nhiều" cuộc gọi về các vụ cướp có vũ trang và các vụ nổ súng. Thống đốc bang Wisconsin, ông Tony Evers, đã triển khai Lực lượng Vệ binh Quốc gia Wisconsin để duy trì an toàn công cộng sau vụ xả súng. Có đến 200 thành viên đã được lên kế hoạch triển khai. Vào ngày 24 tháng 8, những người biểu tình đã phóng hỏa và cướp phá các cơ sở kinh doanh trong đêm thứ hai. Vào ngày 25 tháng 8 năm 2020, các cuộc biểu tình và hỏa hoạn tiếp tục diễn ra khắp Kenosha. Các công dân trang bị súng dài đã chiếm đóng các khu vực của thành phố.

### Bắn súng vào cuộc biểu tình
Vào ngày 25 tháng 8, một nam thanh niên da trắng 17 tuổi đã bắn ba người biểu tình, khiến hai người thiệt mạng. Kẻ xả súng bị cáo buộc, Kyle Rittenhouse, sau đó đã bị bắt ở Antioch, Illinois với tội danh cố ý giết người cấp độ một. Anh ta bị kết tội là "kẻ trốn chạy công lý" trong đơn khiếu nại, trong đó nói rằng anh ta "trốn khỏi bang Wisconsin với ý định tránh bị truy tố vì tội đó." Anh ta đã được chỉ định một luật sư công cộng và dự kiến sẽ xuất hiện tại một phiên điều trần dẫn độ vào ngày 28 tháng 8. Theo luật của bang Wisconsin, anh ta sẽ bị xử như một người trưởng thành. Rittenhouse được mô tả là một "người ngưỡng mộ cảnh sát," và công khai bày tỏ sự ủng hộ đối với việc thực thi pháp luật và Blue Lives Matter. Cảnh sát thông báo rằng hai người bị bắn chết là một cư dân Silver Lake 26 tuổi và một cư dân Kenosha 36 tuổi.

## Phản ứng

### Wisconsin
Thống đốc bang Wisconsin, ông Tony Evers, đã ra tuyên bố tố cáo cảnh sát sử dụng vũ lực quá mức và nhân danh những người Mỹ gốc Phi bị cơ quan thực thi pháp luật giết hại. Evers nói, "Trong khi chúng tôi chưa có tất cả các chi tiết, những gì chúng tôi biết chắc chắn là anh ta không phải là người da đen đầu tiên bị bắn hoặc bị thương hoặc bị giết không thương tiếc dưới bàn tay của những người thực thi pháp luật ở tiểu bang hoặc đất nước của chúng ta. " 
Evers đã kêu gọi các nhà lập pháp bang Wisconsin tham gia một phiên họp đặc biệt để thông qua luật giải quyết sự tàn bạo của cảnh sát.

### Ở những nơi khác
Cựu Phó Tổng thống và ứng cử viên Tổng thống năm 2020 của đảng Dân chủ Joe Biden nói, "những phát súng này đâm xuyên qua tâm hồn của quốc gia chúng ta".
Vào ngày 24 tháng 8, tại thành phố New York, 700 người biểu tình đã tuần hành từ Quảng trường Thời đại đến Brooklyn để lên án vụ xả súng và kêu gọi không hỗ trợ tài chính cho cảnh sát. Hàng rào kim loại được dựng lên để ngăn người biểu tình đi qua cầu Brooklyn; tuy nhiên, 300 người biểu tình đã nhảy qua nó.

### Các môn thể thao
Trong NBA Bubble, Milwaukee Bucks đã tẩy chay trận playoff vòng đầu tiên với Orlando Magic vào ngày 26 tháng 8  để phản đối vụ nổ súng. Đội quyết định không ra khỏi phòng thay đồ của họ vài phút trước khi bắt đầu trận đấu theo lịch trình. Cuối ngày hôm đó, NBA và Hiệp hội cầu thủ bóng rổ quốc gia thông báo rằng do quyết định từ chối thi đấu của Bucks, tất cả các trận đấu NBA trong ngày đã bị hoãn lại. Toronto Raptors cũng đã thảo luận về việc tẩy chay loạt trận playoff vòng hai của họ với Boston Celtics trong sự thất vọng vì thiếu sự thay đổi xã hội hoặc pháp lý sau cái chết của George Floyd và kết quả là Blake bị bắn. Vào ngày 26 tháng 8, Los Angeles Clippers và Los Angeles Lakers đã bỏ phiếu tẩy chay phần còn lại của Mùa giải NBA 2019-20 sau khi LeBron James rời bỏ sớm.
Vào ngày 26 tháng 8, trận đấu giữa Milwaukee Brewers và Cincinnati Reds của Major League Baseball đã bị hoãn lại để phản đối. Sau đó có thông báo rằng các trận đấu giữa Seattle Mariners - San Diego Padres và Los Angeles Dodgers - San Francisco Giants dự kiến diễn ra vào tối hôm đó cũng bị hoãn lại.
Cũng vào ngày 26 tháng 8, các cầu thủ Major League Soccer đã tẩy chay năm trận đấu qua một tuyên bố tập thể chống lại sự bất công về chủng tộc. Cầu thủ của các trận đấu giữa Atlanta United và Inter Miami, FC Dallas và Colorado Rapids, Portland Timbers và San Jose Earthquakes, Real Salt Lake và LAFC, và LA Galaxy và Seattle Sounders cũng không chơi.
Cả ba trận đấu của WNBA dự kiến diễn ra vào ngày 26 tháng 8 cũng bị hoãn lại.
Vào ngày 26 tháng 8, Naomi Osaka tuyên bố cô sẽ tẩy chay trận bán kết Cincinnati Masters như một phần của cuộc biểu tình sau vụ xả súng vào Jacob Blake.